# Сан Франческо (Комо)
Сан Франческо је насеље у Италији у округу Комо, региону Ломбардија.
Према процени из 2011. у насељу је живело 35 становника. Насеље се налази на надморској висини од 338 м.